# Estádio Aderbal Ramos da Silva (Blumenau)

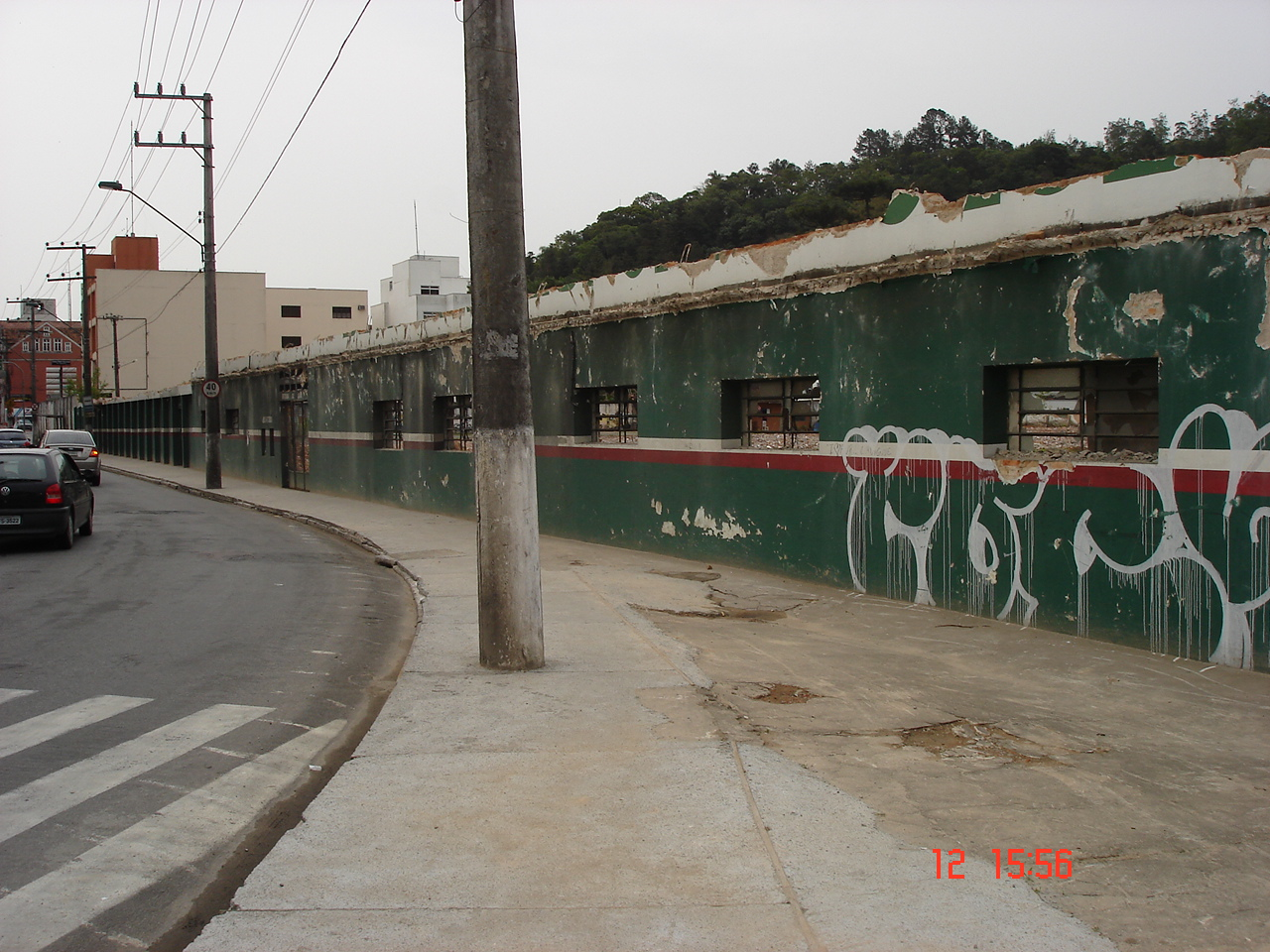
"Deba" em processo de demolição

O Estádio Aderbal Ramos da Silva, vulgo Deba, foi um estádio de futebol localizado na cidade brasileira de Blumenau, estado de Santa Catarina, e que pertencia ao Blumenau Esporte Clube. 
Situava-se na Alameda Duque de Caxias, conhecida popularmente como "Rua das Palmeiras", tinha capacidade para quatro mil espectadores, sediou vários jogos do Campeonato Catarinense entre as décadas de 1970 e 2000.
A edificação foi leiloada em 2006 para quitar dívidas de seu proprietário, sendo demolida irregularmente em 2007 para atender interesses políticos e comerciais.